# Pfarrhaus Wollbach (Unterfranken)

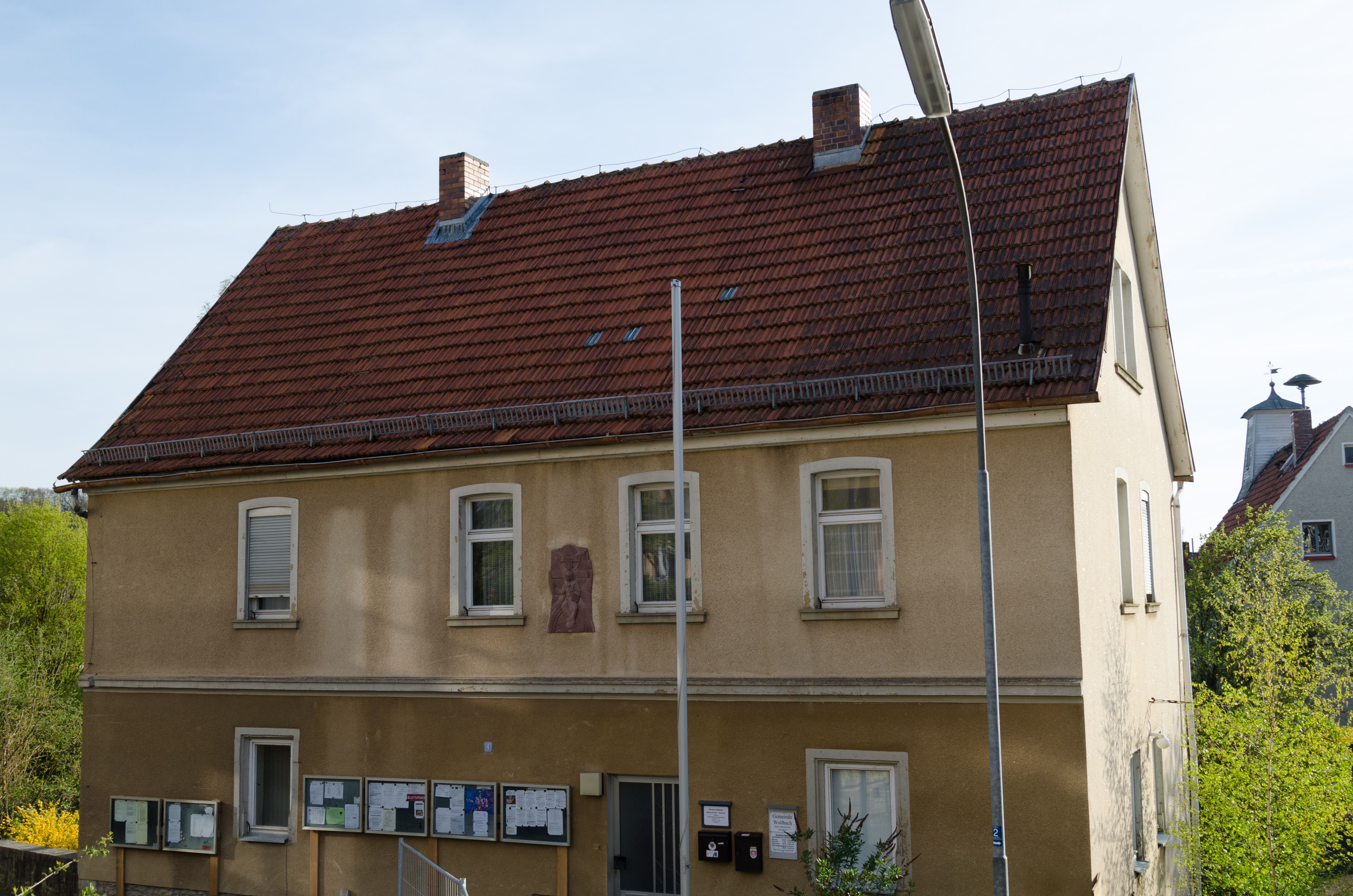
Das Pfarrhaus in Wollbach

Das Pfarrhaus in Wollbach, einer Gemeinde im unterfränkischen Landkreis Rhön-Grabfeld, wurde im Jahr 1608 erbaut. Um das Jahr 1860 wurde es verändert. Es dient heute als Pfarrbüro. Das Haus in der Kirchstraße 4 ist ein geschütztes Baudenkmal.
Es ist ein zweigeschossiger traufständiger Putzbau mit Satteldach. An der Ostseite ist ein Relief der Dreifaltigkeit angebracht.